# Феодосій (Феодосіїв)
Феодо́сій Феодо́сіїв (в миру Микола Іванович Феодосіїв; 3 (15) листопада 1864, Чернігівщина — 20 листопада 1943, Вільнюс) — український релігійний діяч в Литві, Польщі та Вепсляндії. Єпископ Православної церкви Польщі та Російської Православної Церкви. Мав титул архієпископа Віленського і Лідського ПАПЦ (1923-1939), архієпископа Смоленського і Дорогобузького (1908-1919), єпископа Кириловського РПЦ.

## Біографія
Навчався в Новгород-Сіверському духовному училищі Чернігівської єпархії, а потім у Чернігівській духовній семінарії (1886). 1890 - закінчив Санкт-Петербурзьку духовну академію зі ступенем кандидата богослів'я.
Після закінчення академії, призначений учителем Чернігівського духовного училища. З 1893 - помічник доглядача.
13 грудня 1897 пострижений в чернецтво, а 25 грудня висвячений у сан ієромонаха.
З 1898 інспектор Мінської духовної семінарії.
1899 - призначений ректором Тульської духовної семінарії, зведений у сан архімандрита.
23 березня 1903 архієпископом Новгородським Гурієм Охотіним хіротонізований на єпископа Кирилівського, в хіротонії брав участь єпископ Ямбурзький Сергій (Страгородський).
1905 - єпископ Феодосій відвідав своє кафедральне місто Кирилов.
З 3 вересня 1907 - єпископ Тихвинський, перший вікарій Новгородської єпархії.
З 15 (28) лютого 1908 року, - єпископ Смоленський і Дорогобузький.
31 вересня 1912 року зустрічав в Успенському кафедральному соборі Смоленська імператора Миколу II, який прибув в місто з усією родиною в рамках святкування 100-річчя Російсько-французької війни 1812 року.
Був учасником Помісного Собору Російської Православної Церкви в 1917-1918 рр.
1918 на Паску возведений у сан архієпископа. У тому ж році переїхав до Києва, де брав участь в управлінні церковними справами.
З 1920 тимчасово керував Одеською єпархією, де переслідувався московськими окупаційними силами.
1923 емігрував до Речі Посполитої, до міста Варшави. Тама перейшов до юрисдикції Православної церкви Польщі, з 2 травня 1923 - архієпископ Віленський і Лідський ПАПЦ на оупованих територіях Литви. На цій катедрі замінив депортованого з Польщі російського шовініста, архієпископа Елевферія Богоявленського.
1928 - за поданням воєводи Вільнюського Владислава Рачкевича нагороджений Орденом Відродження Польщі.
Восени 1939, після окупації Польщі з боку союзних військ гітлерівської Німеччини та СРСР, Віленська область передана до складу російської зони окупації Литві. Тоді ж у Вільнюс повернулися громадянина СРСР, митрополита Елевферія Богоявленського. Митрополита Феодосія у грудні 1939 примусили перейти під юрисдикцію Московської патріархії - в сані архієпископа на спокої. Проживав до кінця своїх днів у віленському Свято-Духовому монастирі.
Помер 20 листопада 1943 у звільненому від комуністів Вільнюсі. Похований у Вільнюсі, в соборі Свято-Духового монастиря.

## Твори
- З питання про читання восьмого члена Символу Віри: (Відповідь старообрядцю) / Упоряд. Моск. Микол. едіновір. монастиря єп. Феодосій. - Москва: тип. Е. Лісснер і Ю. Романа, 1889. - 24 с.
- Краса природи з пастирської точки зору / єром. Феодосій. - Чернігів: тип. Губ. правл., 1898. - 44 с .; 23.
- «Послання коханим чадам Смоленська і всієї пастви Смоленської» // «Додаток до Церковних Відомостей». 1911 № 23, с. 957.